# Rekhetrê
Rekhetrê est une ancienne reine égyptienne de la fin de la IVe dynastie ou du début de la Ve dynastie. Elle est une fille du pharaon Khéphren. Son mari n'est jamais mentionné, mais Rekhetrê aurait été l'épouse d'un des successeurs de Khéphren, peut-être Mykérinos.

## Titres
Reketrê est la fille d'un roi (de son corps), celle qui voit Horus et Seth, la grande du sceptre hetes et la femme d'un roi. Dans la tombe de son serviteur ka Kaemnefret, elle est désignée comme une fille de Khéphren.

## Tombe
La tombe de Rekhetrê a été fouillée en 1934-1935 par Selim Hassan. La tombe était d'abord connue sous le nom de tombe de Rekhit-Ra, mais a ensuite reçu le numéro G 8530. La tombe est située dans le cimetière central qui fait partie de la nécropole de Gizeh.
La tombe a un long passage qui tourne à 90 degrés vers la gauche et via une entrée mène à un passage plus court. Un virage serré à droite conduit à une chapelle. Dans un coin une niche a été créée et de l'autre côté trois piliers marquent le passage vers une pièce latérale. De cette pièce latérale, un passage en pente mène à une chambre funéraire contenant un sarcophage. Le sarcophage était vide. Les os de la jambe d'un taureau ont été trouvés au-dessus du sarcophage et des os humains ont été trouvés à côté du sarcophage. Ces restes humains pourraient être ceux de Rekhetrê elle-même. Un renfoncement avait été creusé dans l'un des murs pour recevoir les vases canopes, mais ceux-ci avaient disparu.
Plusieurs objets ont été trouvés dans les débris du sol de la chambre funéraire. Il s'agit notamment de plusieurs petits vases en albâtre, d'un couvercle de pot canope et d'un fragment d'albâtre contenant l'image d'une femme assise sur une chaise. D'autres fragments des pots canopes ont été trouvés dans la zone de la chapelle et le parvis de la tombe.

## Tombe de Kaemnefert
La tombe familiale G 8538 appartient à Kaemnefert, Irenakhet Iri et Kakaiankh. Kaemnefret était surveillant des prêtres ka du domaine funéraire et doyen du chantier naval des bateaux neheb,. Il était également un serviteur ka de Rekhetrê.
Kaemnefret est représenté debout devant Rekhetrê dans deux scènes correspondantes sur les montants de porte. Elle est montrée tenant une fleur de lotus contre son nez avec sa main gauche. Elle est vêtue d'une simple robe longue et porte une longue perruque tripartite. Elle porte des bracelets, des bracelets de cheville et un collier. Kaemnefret est représenté à plus petite échelle devant la reine et tient un encensoir dans ses mains. Dans un registre sous cette scène quatre serviteurs ka sont représentés : Ptahsheri porte une aiguière et un bassin, Ihy porte une oie vivante, suivi de Iynefer qui tient un canard dans chaque main, puis Ptahwer qui porte une autre oie vivante. Tous les hommes portent apparemment leur kilt à l'envers. La scène correspondante sur l'autre montant est très similaire. Les serviteurs ka du registre inférieur sont représentés portant les pattes d'un taureau et d'une autre oie.